# Cercophonius kershawi
Espèce
Cercophonius kershawi est une espèce de scorpions de la famille des Bothriuridae.

## Distribution
Cette espèce est endémique d'Australie. Elle se rencontre dans le Nord-Ouest du Victoria et le Sud-Est de l'Australie-Méridionale.

## Description
Le mâle décrit par Acosta en 1990 mesure 27,76 mm et la femelle 27,34 mm.

## Étymologie
Cette espèce est nommée en l'honneur de J. A Kershaw.

## Publication originale
- Glauert, 1930 : New Victorian Scorpion. Victorian Naturalist, vol. 47, no 7, p. 109.